# Argentiniformes
Gli argentiniformi (Argentiniformes) sono un ordine di pesci teleostei, precedentemente inclusi nell'ordine Osmeriformes. Solitamente di piccole dimensioni, gli argentiniformi comprendono una sessantina di generi e oltre duecento specie, molte delle quali batipelagiche.

## Tassonomia
- Argentiniformes
  - Pattersonellidae (estinta)
    - Alepocephaloidei
      - Alepocephalidae
      - Platytroctidae

    - Argentinoidei
      - Argentinidae
      - Bathylagidae
      - Microstomatidae
      - Opisthoproctidae